# Pierre-Charles Eude
Pierre Charles Eude est un religieux et homme politique français né le 3 mars 1734 à Pont-Audemer (Eure) et décédé en cette même ville le 3 février 1812.
Curé d'Angerville-l'Orcher, il est député du clergé aux états généraux de 1789 pour le bailliage de Caux. Il prête le serment civique.

## Sources
- « Pierre-Charles Eude », dans Adolphe Robert et Gaston Cougny, Dictionnaire des parlementaires français, Edgar Bourloton, 1889-1891 [détail de l’édition]